# 米凯拉·科克斯
米凯拉·科克斯（英語：Micaela Cocks，1986年5月2日—），新西兰女子篮球运动员。她曾代表新西兰国家队参加2006年和2018年英联邦运动会篮球比赛，获得一枚银牌和一枚铜牌。